# 106 Dywizja Lotnictwa Bombowego
106 Dywizja Lotnictwa Bombowego im. 60-lecia ZSRR (ros. 106-я тяжелая бомбардировочная авиационная дивизия им. 60-летия СССР) – radziecka i rosyjska dywizja Lotnictwa Dalekiego Zasięgu.
Wchodziła w skład (1991)  37 Armii Lotniczej Dalekiego Zasięgu z Moskwy. W grudniu 1991 zreorganizowano Lotnictwo Dalekiego Zasięgu, rozwiązano armie lotnicze, a dywizja weszła w bezpośrednie podporządkowanie dowódcy lotnictwa.

## Struktura organizacyjna
| W latach 1990–1991                        | W latach 1990–1991 | W latach 1990–1991 |
| Oddział                                   | Uzbrojenie         | Garnizon           |
| ----------------------------------------- | ------------------ | ------------------ |
| dowództwo dywizji                         |                    | Kijów              |
| 409 pułk samolotów tankowania w powietrzu | Ił-78T             | Uzin               |
| 1006 pułk lotnictwa bombowego             | 21 x TU-95MS16     | Uzin               |